# Jiří Marvan
Jiří Marvan (28. ledna 1936 – 13. dubna 2016) byl český jazykovědec, profesor slovanské a baltské filologie na řadě světových univerzit.

## Životopis
Po maturitě na ruském gymnáziu nastoupil na Filozofickou fakultu Univerzity Karlovy v Praze, na níž v roce 1959 absolvoval češtinu a ukrajinštinu (rovněž specializaci baltistika). Současně se pod vlivem Bohuslava Havránka zaměřil na studium bohemistiky. Po studiích působil tři roky ve Staročeském oddělení Ústavu pro jazyk český (1960-1963). V roce 1965 získal titul doktor filozofie. V letech 1967–1968 pod vedením profesora Pavla Trosta byl interním aspirantem na FF UK v oboru baltistika.
Kromě zmíněných lingvistů první poloviny 20. století jeho filologický vývoj velkou mírou ovlivnil také Vladimír Skalička, v širším měřítku pak tradice Pražského lingvistického kroužku, jehož aktivním členem byl (se zakládajícím členem kroužku Romanem Jakobsonem spolupracoval během svého působení ve Spojených státech amerických).
Své zahraniční působení započal již v přednormalizační době. V letech 1963–1965 pracoval jako zahraniční lektor (v oboru bohemistika) na Uppsalské univerzitě, v rozmezí let 1965–1967 pak jako švédský lektor (v oborech bohemistika, slavistika a baltistika) na Uppsalské a Stockholmské univerzitě.
Od roku 1968 začalo jeho exilové období života. V letech 1968–1969 byl hostujícím profesorem slavistiky a baltistiky na Státní univerzitě v Portlandu. V letech 1969–1972 byl asistujícím profesorem rusistiky na Kalifornské univerzitě v kalifornském Davisu. V rozmezí let 1973–1992 pracoval jako profesor rusistiky a slavistiky na Monash University v Melbourne v Austrálii. V následujících letech 1975–1976 byl hostujícím profesorem slavistiky na Kalifornské univerzitě v Santa Barbaře. Na Monash University v Melbourne vedl katedru ruského jazyka, později založil (1982) katedru slavistiky a stal se prvním profesorem slavistiky na jižní polokouli a řádným členem (fellow) Australian Academy of the Humanities. Zasloužil se mimo jiné o zavedení baltských a slovanských jazyků jako výběrových maturitních předmětů v Austrálii.
Z exilu se vrátil v 90. letech 20. století. V letech 1994–1997 působil jako velvyslanec Česka v Athénách. V rozmezí let 1993–1998 pracoval i jako ministerský poradce pro Ministerstvo zahraničních věcí České republiky. Od roku 1999 se zapojil do vědecko-pedagogické činnosti na Univerzitě J. E. Purkyně v Ústí nad Labem, v letech 2000–2001 na Západočeské univerzitě v Plzni, k tomu byl od roku 2001 aktivní i na své domovské FF UK. Titul Ph.D. a habilitační řízení úspěšně proběhlo v roce 2001 na Univerzitě Palackého v Olomouci. V roce 2006 byl na FF UK jmenován profesorem.
Po návratu do vlasti stihl vychovat řadu žáků v oboru slavistika a baltistika, čímž je podle soudu domácích a zahraničních odborníků zaručena kontinuita české filologie 20. a 21. století.

## Dílo
Byl autorem teoretické práce o litevštině vydané v anglofonní zemi (Modern Lithuanian declension, 1978), v níž uplatnil své zaměření na jedinečnost jazykové endosféry, zejména tvaroslovné morfologie. S přesvědčením o nenahraditelné hodnotě každého jazyka, byť s malým počtem mluvčích, souvisí také jeho dílo Brána jazykem otvíraná aneb o češtině světové (2004), v němž češtinu uvádí do světového jazykového kontextu. Svou kompetenci v oboru synchronní i diachronní jazykovědné bohemistiky a slavistiky osvědčil zejména v dílech České stupňování (1986, 2008) a Jazykové milénium. Slovanská kontrakce a její český zdroj (2000).
Usiloval o rozvoj ekolingvistiky, lingvoekologie. Tento postoj byl aktuální i v době, kdy ohrožené jazyky existovaly v podmínkách rezistenčních, což vedlo k persekucí jeho práce v sovětském období. Vhodnou recepci monografie Modern Lithuanian declension například ztížila závěrečná úvaha: Moreover, since diachrony is not only retrospection, but generally the inherent dynamic component of a language, this approach is also the basis for generating a dynamic model of Lithuanian, i.e., for the (obviously purely linguistic) prediction of the future of this language.
Byl popularizátorem bohemistiky, polonistiky, ukrajinistiky, baltistiky a dalších filologických oborů. V roce 1991 byl vyznamenán Zlatým křížem Polské republiky za zásluhy o polštinu a v roce 1997 Řádem velkoknížete Gediminase za zásluhy o litevštinu.

### Korpus nejdůležitějších prací baltistického zaměření
- Modern Lithuanian Declension. A Study of its Infrastructure. University of Michigan, Ann Arbor, 1978,
- Verbum infinitum в балтийских языках и его отношение к славянскому состоянию (синтаксический анализ) In: Acta Universitatis Carolinae – Philogica 2. 1960, p. 7–16,
- О некоторых предикативных функциях литовского причастия (синтаксический очерк) In: Lietuvos TSR aukštuju mokyklu mokslo darbai. Kalbotyra, 4, 1962, p. 33–41,
- K otázkám kategorie slovesného způsobu v současné lotyštině In: Acta Universitatis Carolinae – Philologica 3, 1962, p. 253–256,
- Par verbu izteismes kategoriju mūsdienu latviešu valodā In: Latviešu valodas apcerējumi. Zinātniskie rakstvi, LV sējums, 9.A Laidens, Zvaigzne, Rīga 1967, p. 127–133,
- K základům litevské deklinace In: Slovo a slovesnost, 28, 1967, p. 401–405,
- К вопросу о лингвогеографическом положении балто-славянских языков, In: Baltistika, 5, 1969, 17-20
- Inflectional Structure of the Lithuanian Noun, In: Donum Balticum. ed. V. Rūke.-Drāvina, Stockholm: Almqvist and Wiksell, 1970, p. 313–321,
- The Lithuanian Prosodigmatical Patterns (kirčiuotės) of the Noun In: Proceedings of the S10. econd Baltic Conference, San Jose, California, 1971, p. 152–153,
- Deciphering the Old Prussian Message In: Baltic Literature and Lingustics (A. Ziedonis, Jr. Et al., eds.), Chicago, 19/1, 1973, p. 31–38,
- Baltic and Indo-European Ergative In: Lituanus –Lithuanian Quarterly. Chicago, 19/1, 1973, p. 31–38,
- Slowiańsko – wschodio-baltycki areal językowy (Pierwszy etap w procesie reintegracji?) In: Balto-slowiańskie związki językowe. Wroclaw 1990, p. 283–289,
- Euro-Integration in the Slavic-Lithuanian Euro-zone In: Lekskologija – Leksikografija, Vilnius 2010, p. 252–284,
- Belarusian within the the Slavic-Baltic Euro-zone – Morpholexical Processes In: Slavia 82, 2013, p. 175–188.

### Knižní publikace v oboru slavistika
- Prehistoric Slavic contraction. University Park and London: The Pennsylvania University Press, 1979, 196 s.
- Pivničnoslovʼjanśkyj kontekst ukrajinśkoji slovozminy. Adelaide – Melbourne: Knyha, 1983, 31 s.
- Inter-linguistics of inflection as an evidence of genetic coexistence. The case of North Slavic. Melbourne: Australia and New Zealand Slavistsʼ Association, 1983, 21 s.
- České stupňování. München: Otto Sagner, 1986, 232 s.
- Belorussia and its books. Melbourne: Monash University, 1986, 60 s.
- Na srdci Evropy. Melbourne: [s. n.], 1990, 37 s.
- Vzpomínky na školu: o pražském učení jazyků. Melbourne: [s. n.], 1990, 58 s.
- Smrt velkého gramatika: ke 300. výročí úmrtí V. J. Rosy. Melbourne: Monash University, 1990, 27 s.
- Ianua per linguam reserata. Melbourne: Monash University Slavic Section, 1990, 90 s. (česky).
- Quo vadis, lingua ucrainica? Melbourne: Monash University Slavic Section, 1992, 17 s. (ukrajinsky s anglickým resumé)
- Na prahu slovenčiny. K miléniu vzniku slovenského jazyka. Bratislava: Veda, 1999, 85 s.
- Jazykové milénium. Slovanská kontrakce a její český zdroj. Praha: Academia, 2000, 410 s. (rozšířené č. 2).
- Cesty ke spisovné češtině – prvních tisíc let. Ústí nad Labem: Univerzita J. E. Purkyně, 2000, 224 s.
- Cesty ke spisovné češtině – prvních tisíc let (800–1800). Malý průvodce dějinami české jazykové mysli. Ústí nad Labem: Univerzita J. E. Purkyně, 2003, 240 s.
- Cesty ke spisovné češtině – prvních tisíc let (800–1800). Malý průvodce cestami české lingvoekologie. Ústí nad Labem: Univerzita J. E. Purkyně, 2006, 295 s.
- Brána jazykem otvíraná aneb o češtině světově. Praha: Academia, 2004, 433 s. (rozšířené č. 15).
- Introducing Europe to Europeans through their language. One Europe for centuries – the Euro-Czech view. Praha: FF UK, 2008, 136 s.
- České stupňování – slovanská podoba evropské univerzálie. Praha: Karolinum, 2008, 308 s. (rozšířené č. 5).
- Čeština tisíciletá. Zrod slovanského jazykového prostředí uprostřed Evropy. Ústí nad Labem: Univerzita J. E. Purkyně. Voznice : Leda, 2012, 410 s., (upravené č. 13).
- Jazyk: jeho český příběh. Prvních tisíc let 800–1800. Malý průvodce cestami české lingvoekologie). Praha : Karolinum, 2015, 455 s. (rozšířené č. 14).
- Čeština – most k Evropě a k Evropanům. Ústí nad Labem: Univerzita J. E. Purkyně, 2015, 183 s.

Další bibliografie prof. Jiřího Marvana viz Petáková H., Opleštilová H. (eds.) Europeica - Slavica - Baltica: Jiřímu Marvanovi k 70. narozeninám. Praha: NK ČR, Slovanská knihovna, 2007.